# Mandelieu-la-Napoule
Mandelieu-la Napoule település Délkelet-Franciaországban, Alpes-Maritimes megyében.

## Fekvése
Cannestől délnyugatra, a francia Riviérán fekvő település.

## Története

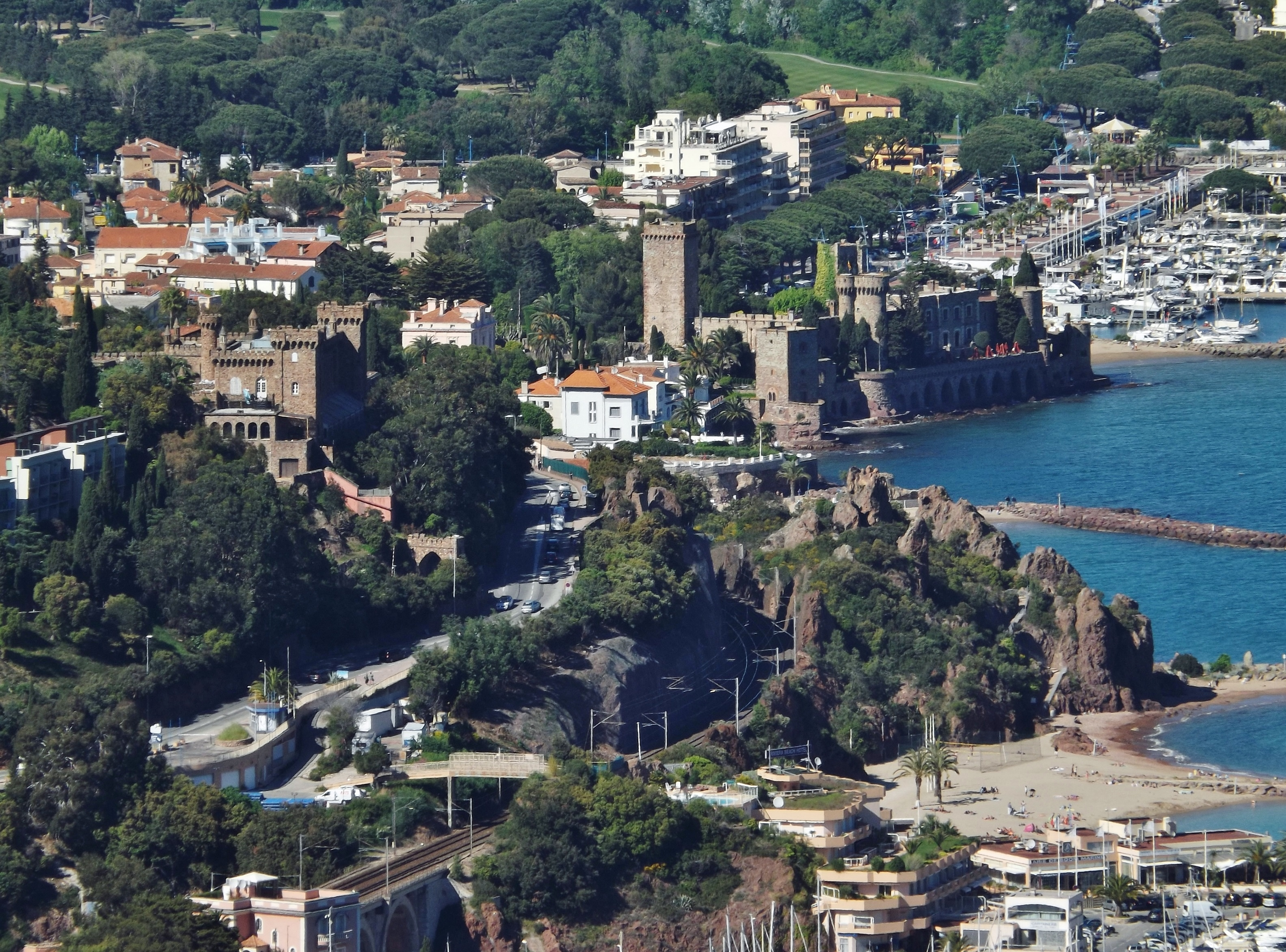
A város látképe

Mandelieu de la Napoule helyén már a római korban is vár állt, majd a 11. században egy szaracén torony, a 14. században erődített kastély, a Villeneuve grófok vára, amely azonban a francia forradalom alatt elpusztult. A 20. században, a romos épületet Henry clews Jr (fia a gazdag New York-i bankár Henry clews) és felesége Marie clews vásárolta meg, aki teljesen felújíttatta a romos kastélyt. Henry clews Jr festő és szobrász volt, akinek munkái máig betöltik az épületet.

## Közlekedés
A magán légi közlekedést a közeli Cannesba a Mandelieu Airport biztosítja. A legközelebbi nagyobb repülőtér Nice Cote d'Azur, amely Franciaország második legforgalmasabb repülőtere; körülbelül 30 perc autóútra van a várostól.

## Itt születtek, itt éltek
- Prince of Luis Orleans-Braganza - Itt született 1938-ban
- Princess Maria Francesca a Savoy - III. Victor Emmanuel olasz király és Queen Elena Montenegró lánya itt élt és itt halt meg Mandelieuban 2001 december 7-én.
- Eddy Ottoz - olasz sportoló itt született Mandelieuban 1944 június 3-án.

## Nevezetességek
- Mimóza ünnep - A városban minden év februárjában megtartják a mimóza ünnepet, felvonulásokkal, táncos rendezvényekkel.
- Szent Pons fesztivál minden év májusában
- Szent János ünnep - minden év júniusában.

## Galéria

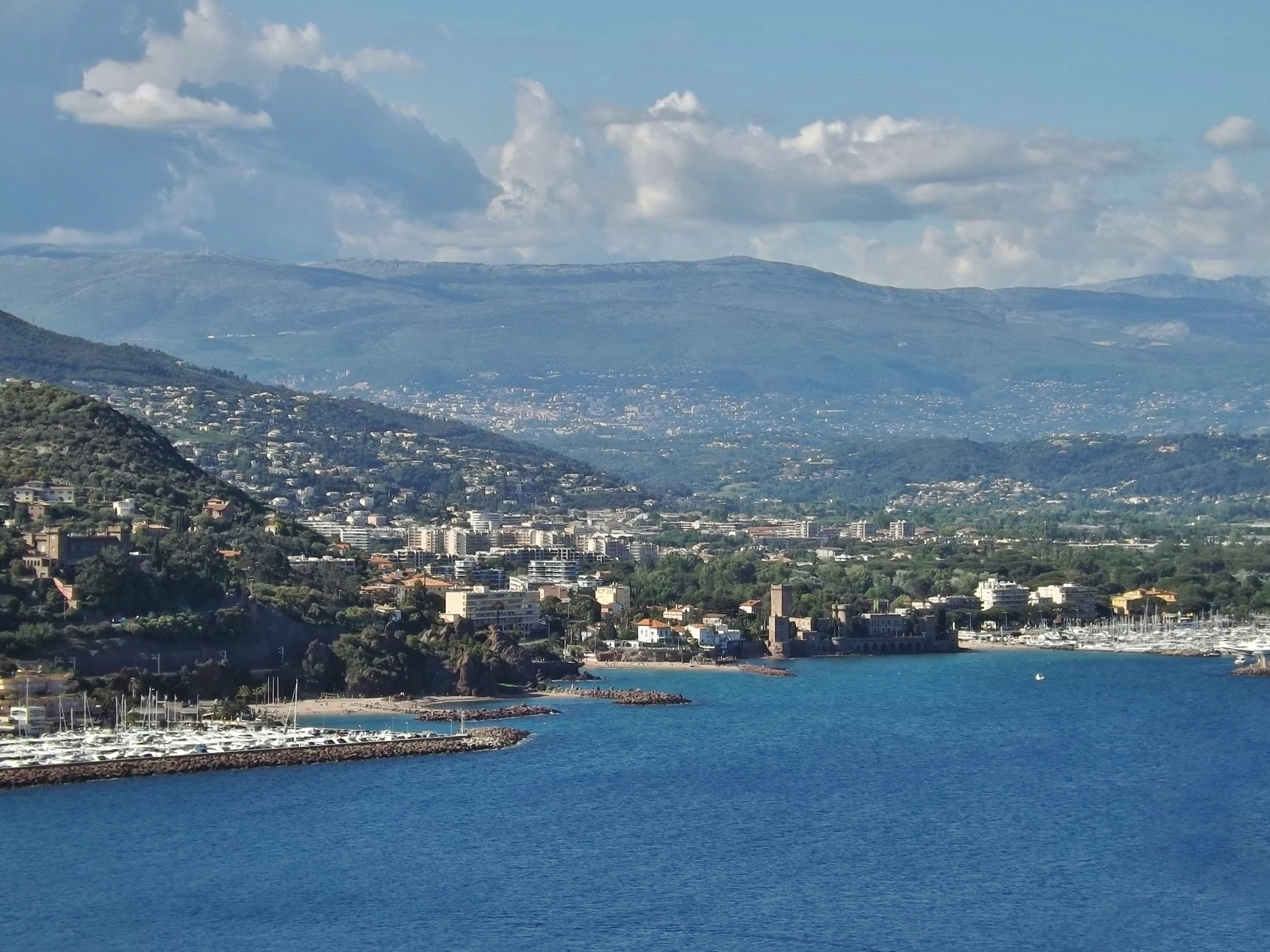
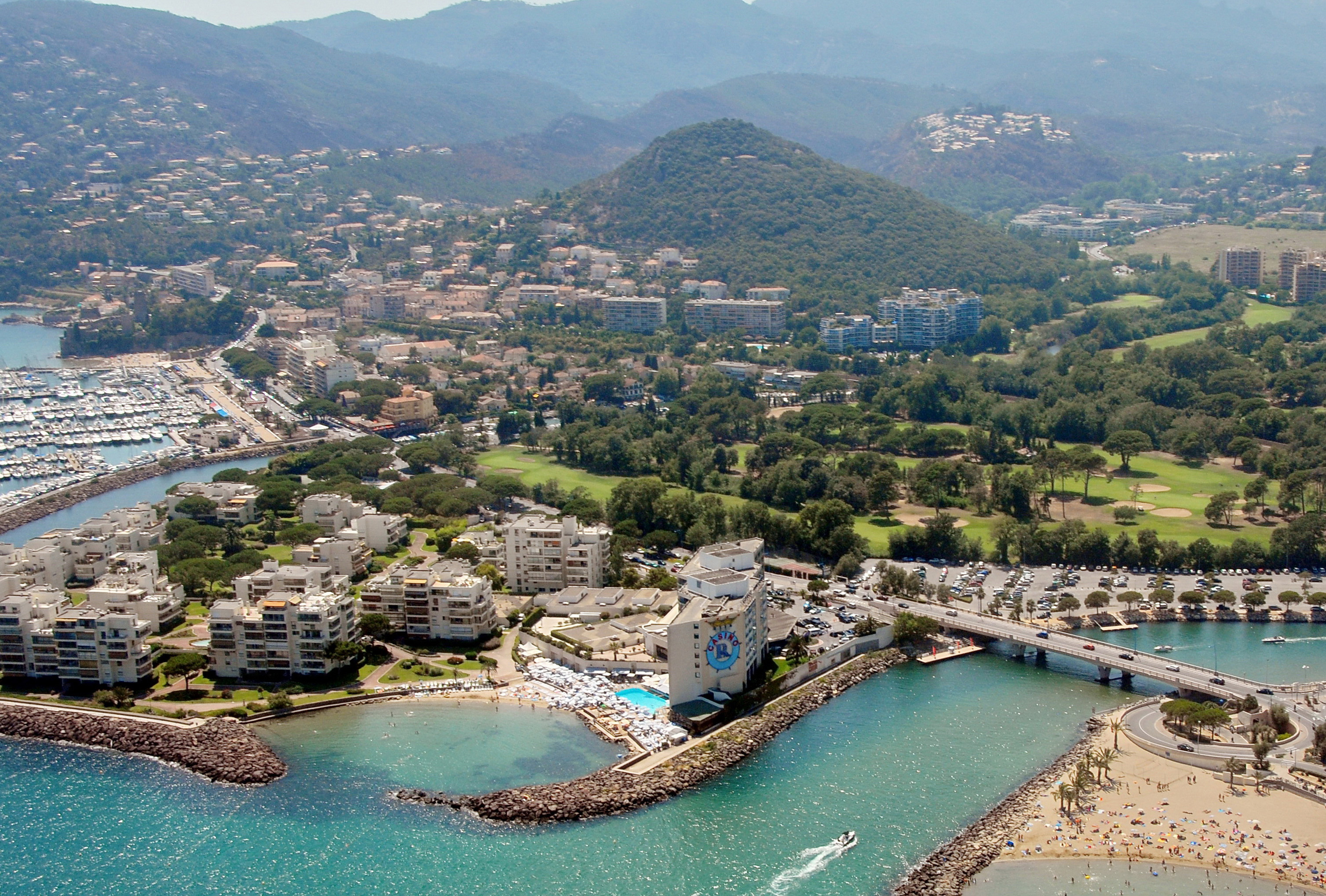
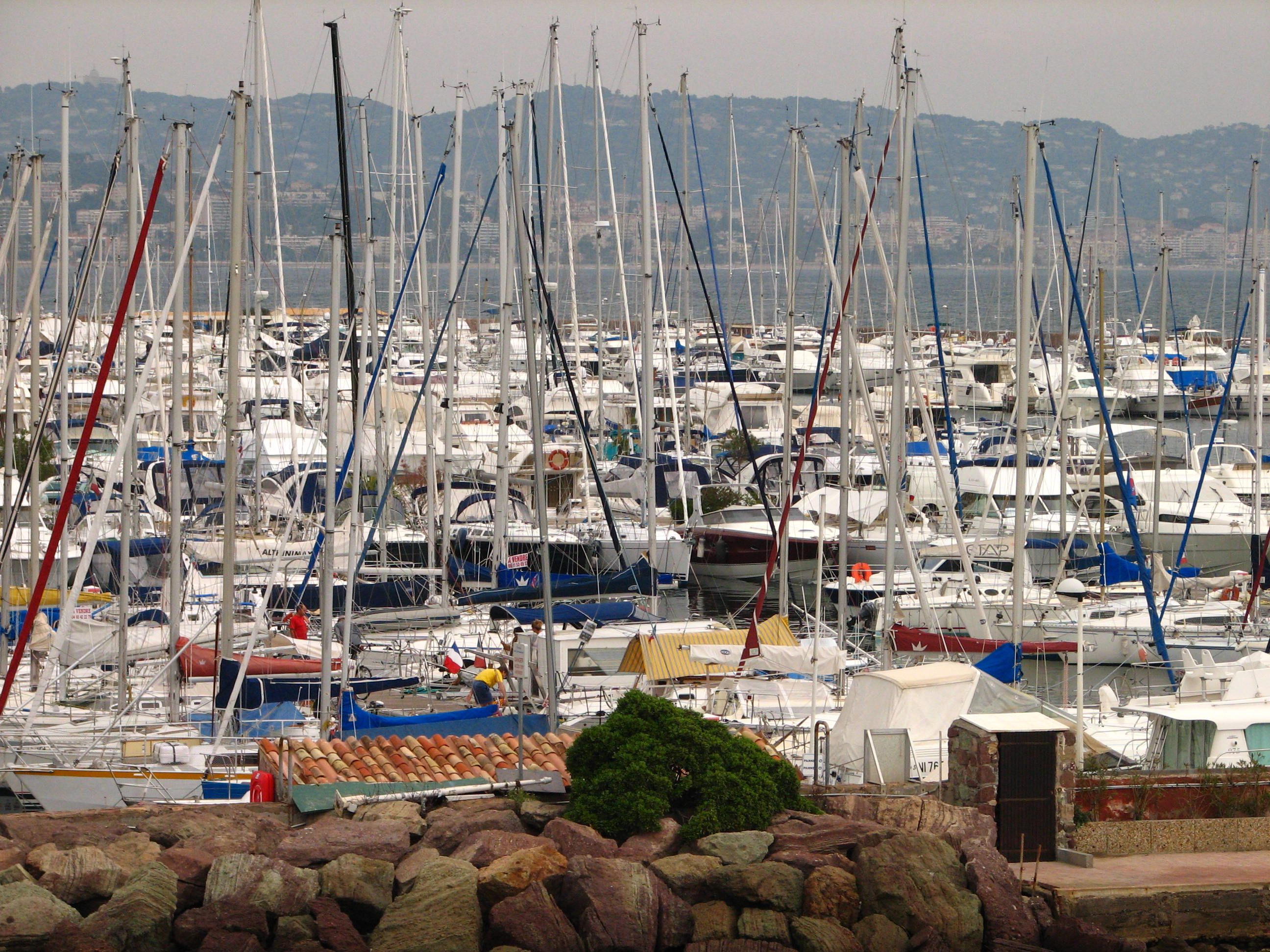
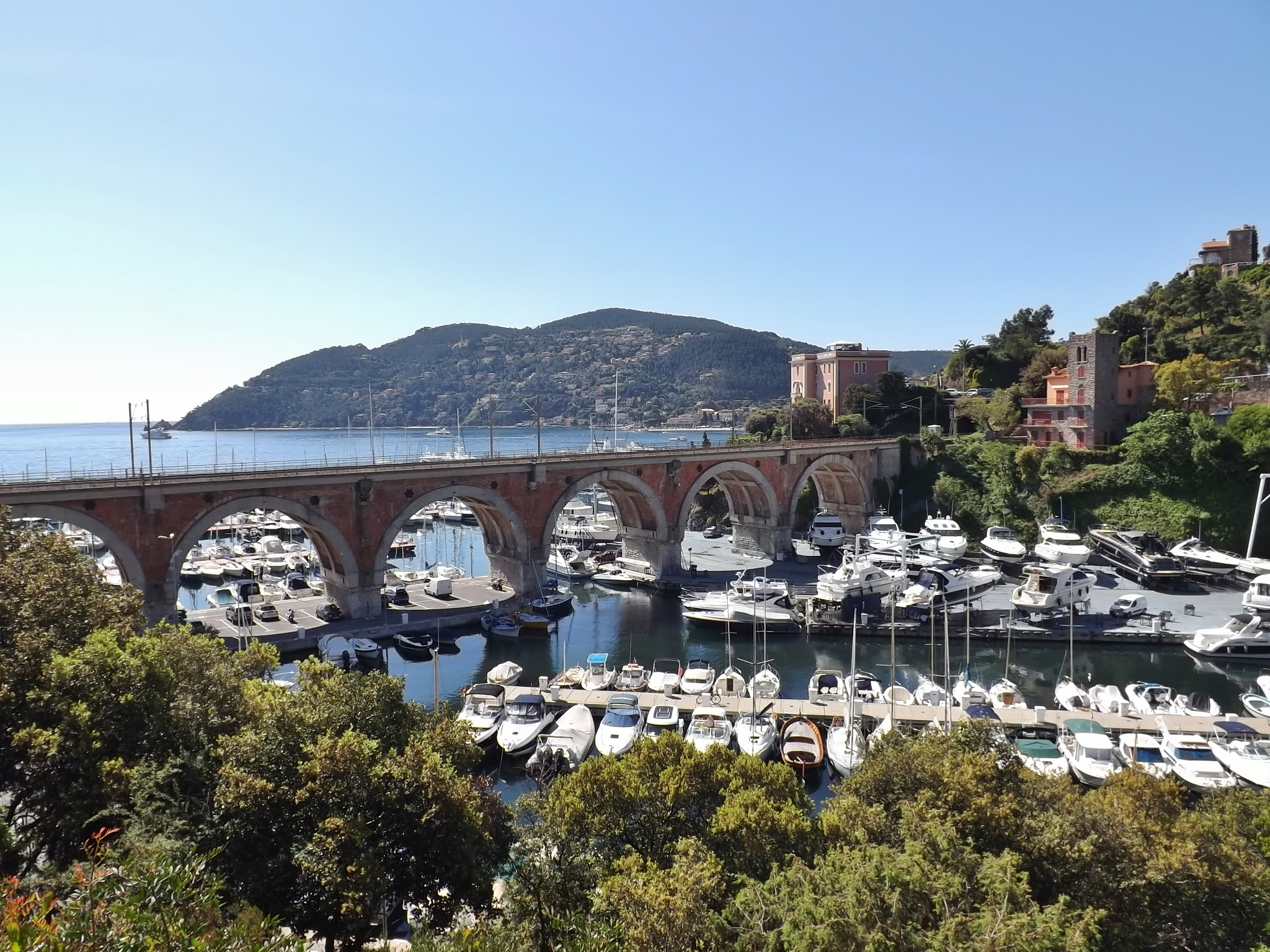
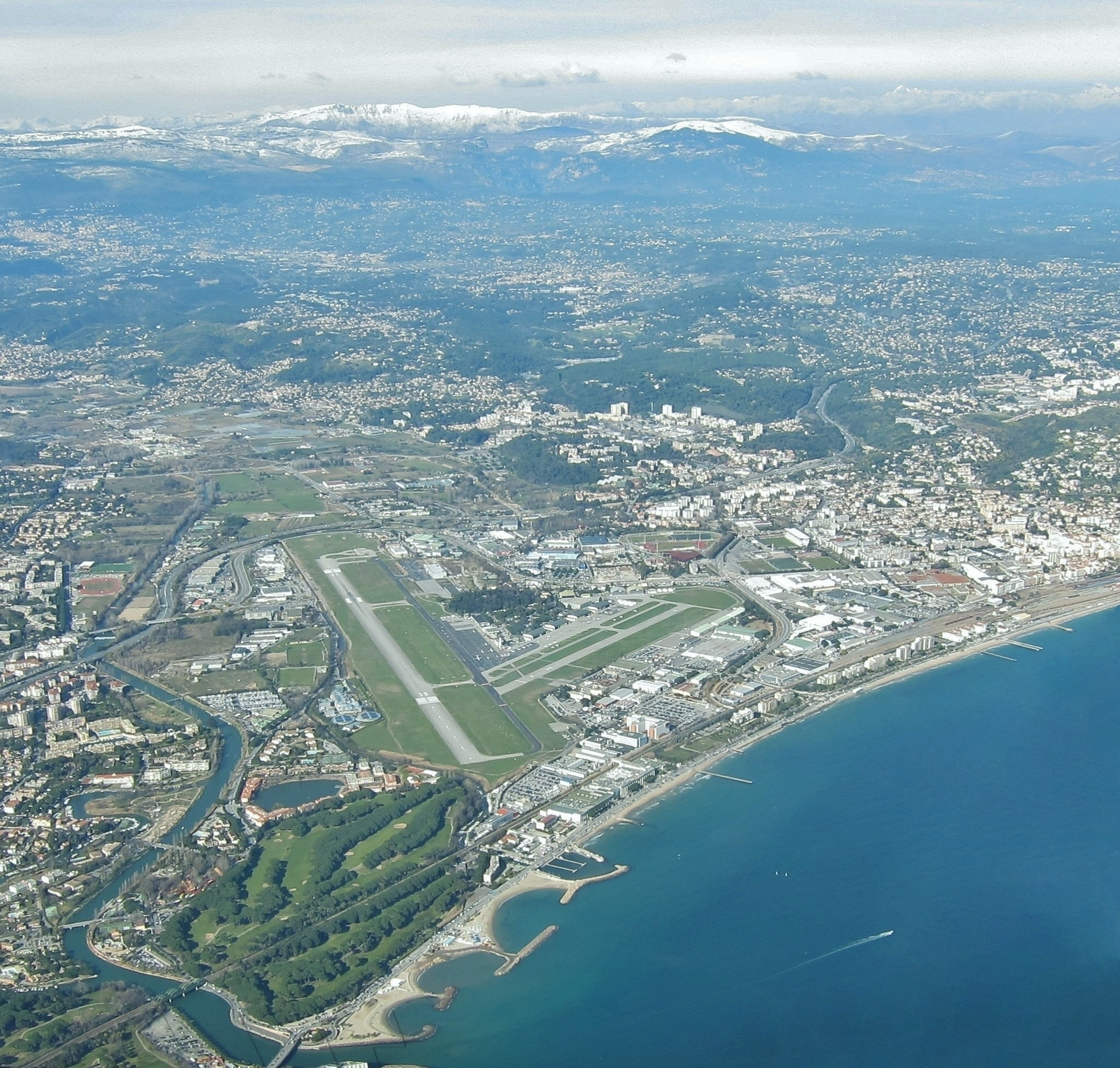
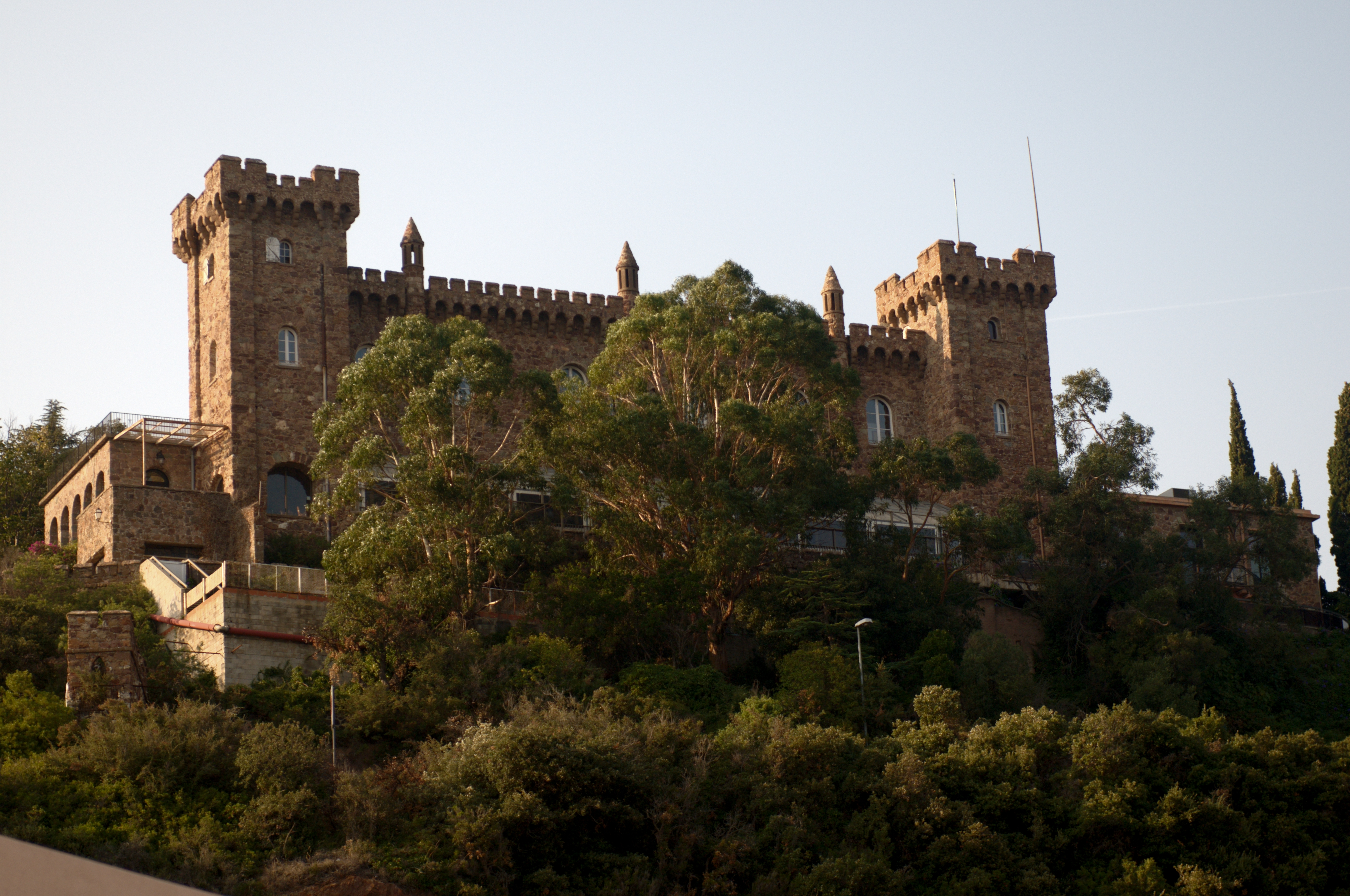
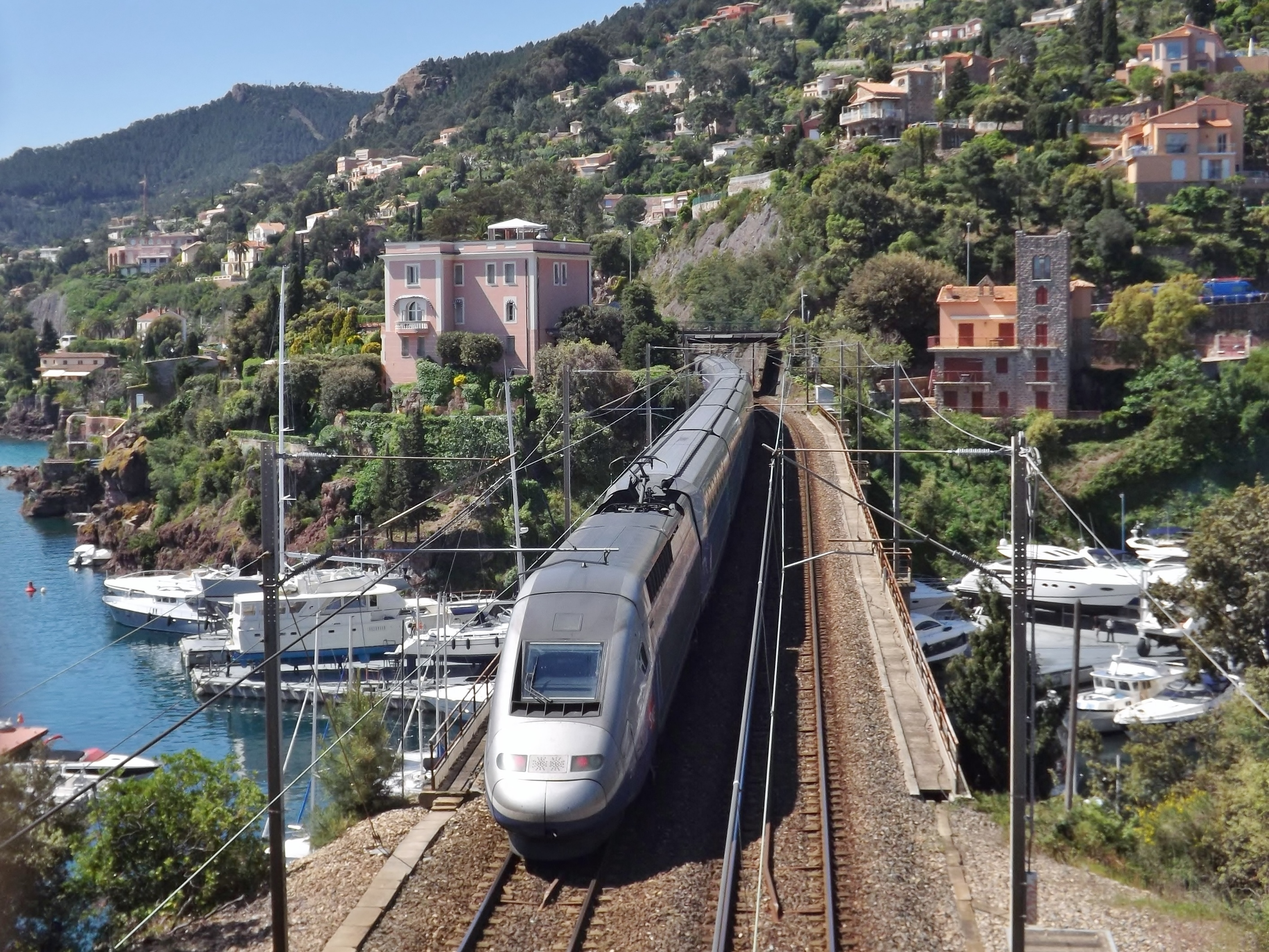
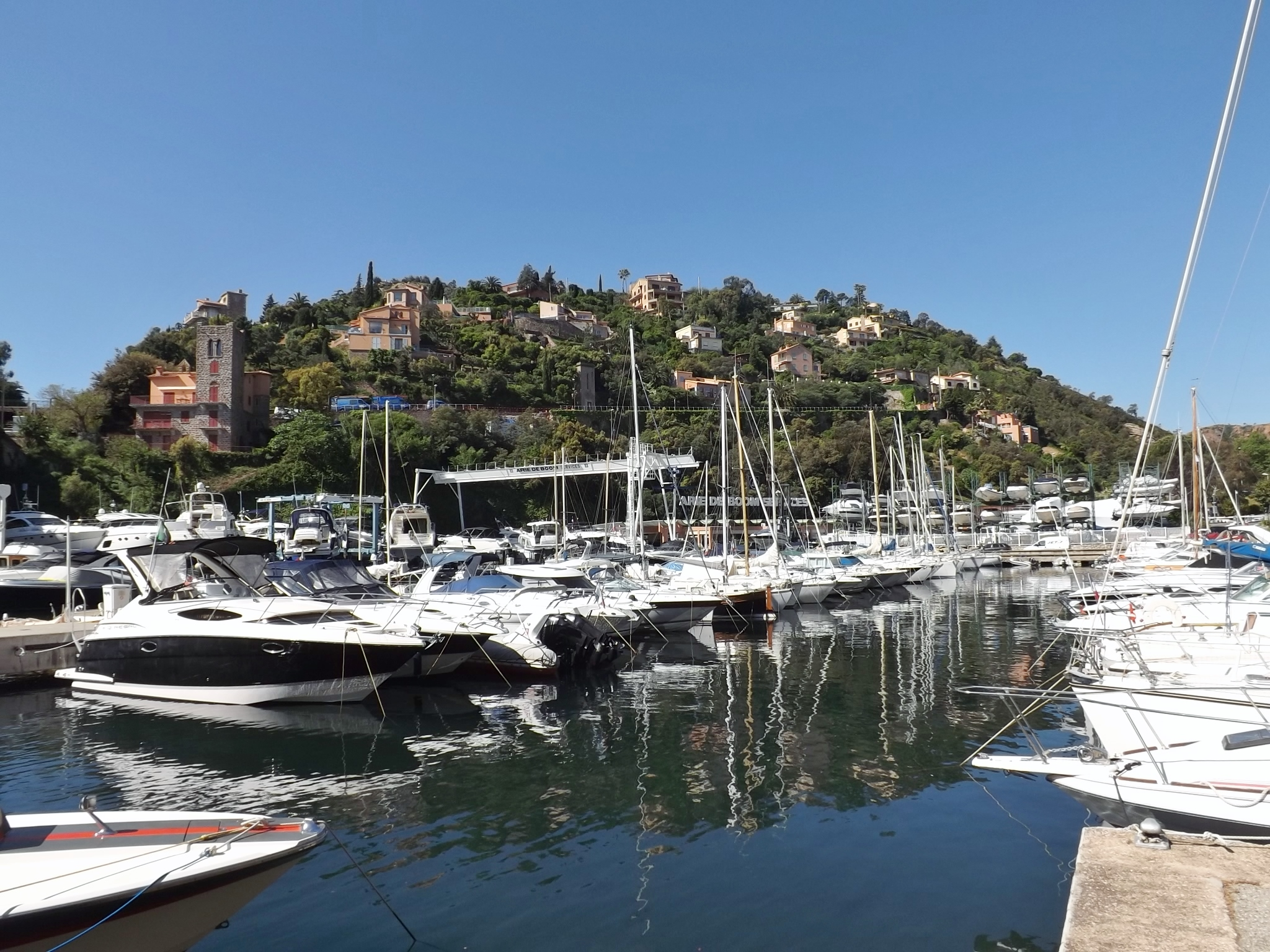

1. ↑  Populations de référence 2022